# Мисс Фейерверк
«Мисс Фейерверк» (англ. Miss Firecracker) — американская комедия 1989 года. Экранизация произведения, автор которого — Бэт Хенли.

## Сюжет
Сирота Карнель Скотт из небольшого провинциального городка решила доказать всем, что она может многое. Но для начала ей нужно победить на местном ежегодном конкурсе красоты и завоевать титул «Мисс фейерверк».

## В ролях
| Актёр            | Роль              |
| ---------------- | ----------------- |
| Холли Хантер     | Карнель Скотт     |
| Мэри Стинберджен | Элайн Ратледж     |
| Тим Роббинс      | Делмонт Уильямс   |
| Элфри Вудард     | Попай Джексон     |
| Скотт Гленн      | Мак Сэм           |
| Винни Кокс       | Тесси Махоуни     |
| Энн Уэджуорт     | мисс Блю          |
| Трей Уилсон      | Бенджамин Драппер |
| Эми Райт         | Мисси Махоуни     |
| Кэтлин Шелфант   | мисс Лили         |